# Suchoi Su-11
Die Suchoi Su-11 (russisch Сухой Су-11, NATO-Codename: Fishpot-C) war ein sowjetischer Abfangjäger aus den 1960er-Jahren.

## Entwicklung
Die Su-11 ist eine modernisierte Version der Suchoi Su-9 (Fishpot) mit verbessertem Triebwerk, dem neuen Orjol-Radar und veränderter Bewaffnung. Nach umfangreichen Versuchen mit neuen Varianten der T-3, als PT-7, PT-8 und T-47 bezeichnet, fand der Erstflug des als T-47-8 bezeichneten Prototypes 1961 stand.
Bei der Entwicklung der Su-11 wurden die Deltaflügel, das Leitwerk und der zigarrenförmige Rumpf von der Su-9 übernommen. Ein wesentliches Unterscheidungsmerkmal zum Vorgängermodell ist die verlängerte Nase des Flugzeuges zur Aufnahme des leistungsfähigeren Oriol-Radars (NATO-Codename: Skip Spin) sowie der Anbau von nur zwei Außenlastträgern. Des Weiteren wurde das stärkere Ljulka AL-7F-1-Strahltriebwerk mit 98 kN und verbessertem Nachbrenner eingebaut. Das neue Triebwerk brachte trotz des höheren Gewichts des Flugzeuges bessere Steigraten sowie eine verbesserte Leistung in großer Höhe gegenüber der Su-9.
Die Bewaffnung der Su-11 bestand aus einem Paar Luft-Luft-Raketen vom Typ R-98 (AA-3 Anab), welche die Komplexbezeichnung K-8 trugen, das sich zumeist aus einer radargesteuerten R-98MR und einer infrarotgelenkten R-98MT zusammensetzte. Wie viele Abfangjäger dieser Zeit hatte auch die Su-11 keine Bordkanone.
Die Produktion der Su-11 begann 1962 im Nowosibirsker Werk Nr. 153 unter der Tarnbezeichnung „Erzeugnis 36“. Die ausgelieferten Serienmaschinen trugen die Bezeichnung Su-11-8M (wegen der Bewaffnung mit K-8M-Raketen). Die ersten Serienmaschinen wurden im Juni 1962 ausgeliefert und schlossen die Werkserprobung im August ab. Der Absturz einer Maschine während der Truppenerprobung veranlasste die sowjetische Luftwaffenführung, die dem Muster ablehnend gegenüberstand, das gesamte Programm zugunsten der Jak-28P zu stoppen. Schließlich einigte man sich als Kompromiss auf eine begrenzte Produktion der Su-11 nach entsprechenden Modifikationen. 1963/64 erfolgten erneut umfangreiche Tests und im Mai 1964 wurden die ersten Su-11 offiziell in Dienst gestellt. Anfang 1965 wurde die letzte von insgesamt 108 gebauten Maschinen ausgeliefert, eine deutlich geringere Stückzahl als das Vorgängermuster Su-9. Im Konstruktionsbüro selbst wurde die Su-11 auch beizeiten als Sackgasse der Entwicklung eingeschätzt und ab 1960 an neuen Entwürfen T-49, T-5 und T-58 gearbeitet, die schließlich in der Su-15 mündeten. Die Su-11 wurden bald durch Su-15 ergänzt bzw. ersetzt, blieben aber zum Teil bis Ende der 1970er-Jahre im Dienst der Luftverteidigungsregimenter.

## Versionen
- Su-11-8M: Hauptvariante
- Su-11U: zweisitzige Trainingsversion mit verkleinerten Treibstofftank

## Militärische Nutzer
Sowjetunion PWO (Sowjetische Luftverteidigungsstreitkräfte)
- 100 × Su-11-M8 „Fishpot-C“
- 8 × Su-11U „Maiden“

## Technische Daten

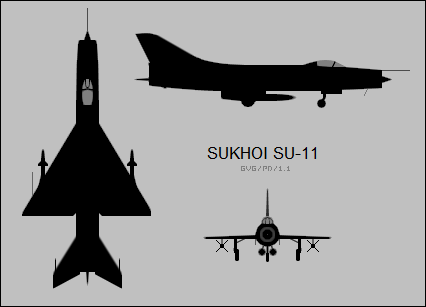
Dreiseitenansicht

| Kenngröße             | Daten der Su-11-8M                           |
| --------------------- | -------------------------------------------- |
| Besatzung             | 1                                            |
| Länge                 | 18,29 m                                      |
| Spannweite            | 8,43 m                                       |
| Höhe                  | 4,88 m                                       |
| Flügelfläche          | 34 m²                                        |
| Leermasse             | 9000 kg                                      |
| max. Startmasse       | 13.600 kg                                    |
| Triebwerke            | ein Ljulka AL-7F-1 mit 99 kN mit Nachbrenner |
| Höchstgeschwindigkeit | 1910 km/h                                    |
| Dienstgipfelhöhe      | 17.000 m                                     |
| Reichweite            | 1125 km                                      |

## Bewaffnung
Waffenzuladung von 1000 kg an sechs Außenlaststationen
Luft-Luft-Lenkflugkörper
- 2 × PU-1-8-Startschienen für je 1 × Bisnowat R-8MR (AA-3 „Anab“) – radargesteuert für Mittelstrecken
- 2 × PU-1-8-Startschienen für je 1 × Bisnowat R-8MT (AA-3 „Anab“) – infrarotgesteuert für Mittelstrecken

Externe Behälter
- 2 × UPK-23-250-Behälter mit je einer 23-mm-Maschinenkanone Grjasew-Schipunow GSch-6-23 mit 250 Schuss Munition.
- 2 × abwerfbarer Zusatztank ZB-350 für 350 Liter Kerosin